# Močnik (priimek)
 Močnik je 62. najbolj pogost priimek v Sloveniji, ki ga je po podatkih Statističnega urada Republike Slovenije na dan 1. januarja 2024 uporabljalo 1614 oseb. Največ oseb s tem priimkom, 478, živi v Osrednjeslovenski statistični regiji, priimek pa je po pogostnosti s 26. mestom najvišje uvrščen v Goriški statistični regiji, kjer živi 325 oseb s tem priimkom.

## Znani nosilci priimka
- Adolf Močnik (*1929), gradbenik v Trstu
- Albin Močnik, slovenski adventistični pionir
- Borja Močnik, DJ
- Boštjan Močnik, brigadir SV, poveljnik poveljstva sil  // slikar amater?
- Cveto Močnik (1916—1943), smučar, partizanski komisar, narodni heroj
- Damijan Močnik (*1967), skladatelj, zborovodja, glasbeni pedagog
- Damijana Božič Močnik, zborovodkinja
- Dijana Močnik, ekonomistka
- Ernest Močnik (1917—1987), inženir (... ?)
- Franc Močnik (1814—1892), matematik, pedagog in pisec učbenikov
- Franc Močnik (1907—2000), duhovnik, narodnokulturni delavec in matematik
- Griša Močnik, okoljevarstveni inovator, podjetnik, univ. prof.
- Hubert Močnik (1893—1986), šolnik in publicist
- Irma Močnik (*1970), zborovodkinja
- Jan Močnik (*1987), košarkar
- Janez Močnik (1936—2016), skladatelj, zborovodja, slikar, likovni pedagog
- Josip Močnik (1846—1913), lekarnar in župan v Kamniku, planinski organizator
- Josip Močnik (1887—197#?), montanist (rudarski inženir)
- Josip-Rastko Močnik (1915—1996), ekonomist, predavatelj
- Lucija Močnik Ramovš (*1972), slikarka, konservatorka, restavratorka, dekanja ALUO
- Matej Močnik (1827—1895), učitelj, pedadog, publicist
- Matija Močnik (1881—1962), vrhovni šef policije Dravske banovine
- Marta Močnik Pirc, pevska pedagoginja
- Meta Močnik Gruden, pevka zabavne glasbe
- Mitja Močnik (*1970) ekonomist, podčastnik SV, zgodovinski zbiralec, proučevalec Soške fronte, publicist
- Mitja Močnik, diplomat
- Monika Močnik, zgodovinarka, kustosinja
- Peter Močnik (1887—1973), čebelar, šolnik na Koroškem
- Peter Močnik (*1958), pravnik in politik v zamejstvu
- Rastko Močnik (*1944), sociolog, univ. profesor, publicist
- Špela Močnik (*1981), radijska moderatorka in TV voditeljica
- Tomaž Močnik (*1968), izdelovalec orgel (Skandinavija, Slovenija)
- Varja Močnik (*1974), režiserka, cineastka
- Vinko Močnik (1889—1969), teolog, kanonist
- Vlado Močnik (1910—1984), gospodarstvenik, politik in publicist